# معادن طلای ایران
طبق آمارهای وزارت صنعت، معدن و تجارت حدود ۱۵ معدن طلا در ایران وجود دارد که از این تعداد ۱۲ معدن فعال و سه معدن غیرفعال هستند. هم‌اکنون اکتشافات طلا در بیشتر استان‌های کشور ازجمله آذربایجان شرقی و غربی، کردستان، کرمان، خراسان رضوی و جنوبی، اصفهان، یزد، مرکزی، قم، همدان و سیستان و بلوچستان در دست اجرا بوده و به گفته سازمان زمین‌شناسی و اکتشافات معدنی کشور حجم ذخایر قطعی و احتمالی طلای کشور نیز بالغ بر ۳۲۰ تن می‌شود.

## معادن طلا در ایران
| نام معدن     | استان             | شهرستان/ روستا           |
| ------------ | ----------------- | ------------------------ |
| اندریان      | آذربایجان شرقی    | روستای اندریان (اندرگان) |
| زرشوران      | آذربایجان غربی    | تکاب                     |
| آق‌دره        | آذربایجان غربی    | تکاب                     |
| موته         | اصفهان            | گلپایگان                 |
| ساریگونی     | کردستان           | قروه                     |
| انجیرک تفتان | سیستان و بلوچستان | تفتان                    |
| مزرعه شادی   | آذربایجان شرقی    | ورزقان                   |